# 国際連合安全保障理事会決議1090
国際連合安全保障理事会決議1090は、1996年12月13日に採択された国際連合安全保障理事会決議である。次期国際連合事務総長の任命についての検討の結果、コフィー・アナンを1997年1月1日から2001年12月31日までの任期で任命することを総会に勧告した。
コフィー・アナンはガーナ出身の外交官である。事務総長の選出において、前任のブトロス・ブトロス＝ガーリが2期目の立候補をしていたが、国連平和維持活動や負担金の問題などで対立していたアメリカが拒否権を行使した。
この決議は、喝采投票による満場一致で採択された。安全保障理事会で喝采投票により採択が行われたのは、これが初めてだった。